# Папа Сикст II
Свети Сикст II (лат. Sixtus II) је хришћански светитељ и епископ Рима у периоду од 30. августа 257. до 6. августа 258. године. 
Према предању, био је пореклом Грк из Атине и имао шест прстију. Пре избора за римског епископа живео је у Шпанији. Његовим избором за епсикопа обновљено је општење Римске цркве са Црквом Картагине. 
По наредби цара Валеријана погубљен је одсецањем главе. Поштован је код римокатолика и православаца.